# یواس‌اس میشیگان (بی‌بی-۲۷)
یواس‌اس میشیگان (بی‌بی-۲۷) (به انگلیسی: USS Michigan (BB-27)) یک کشتی بود که طول آن ۴۵۲٫۸ فوت (۱۳۸٫۰ متر) بود. این کشتی در سال ۱۹۰۸ ساخته شد.